# Agave arcedianoensis
Agave arcedianoensis là một loài thực vật có hoa trong họ Măng tây. Loài này được Cházaro, O.M.Valencia & A.Vázquez mô tả khoa học đầu tiên năm 2007.